# Бакомбо, Кристин
Кунгу (Кристин) Бакомбо (англ. Kungu (Christine) Bakombo; род. 7 августа 1962) — заирская легкоатлетка, выступавшая в беге на средние и длинные дистанции и в марафонском беге. Участница летних Олимпийских игр 1984, 1988 и 1992 годов. Первая женщина, представлявшая ДР Конго на Олимпийских играх.

## Биография
Кристин Бакомбо родилась 7 августа 1962 года.
Была рекордсменкой Заира в беге на 400 метров, беге на 10 000 метров и в марафонском беге.
В 1983 году участвовала в чемпионате мира по лёгкой атлетике в Хельсинки выбыла в квалификации в беге на 800 метров (2 минуты 19,68 секунды) и беге на 1500 метров (4.54,12). В 1987 году на чемпионате мира в Риме была заявлена в беге на 400 и 800 метров, но не вышла на старт.
В 1984 году вошла в состав сборной Заира на летних Олимпийских играх в Лос-Анджелесе. В беге на 800 метров заняла в четвертьфинале последнее, 7-е место, показав результат 2.18,79 уступив 14,12 секунды попавшей в полуфинал с 4-го места Ранзе Кларк из Канады. Была знаменосцем сборной Заира на церемонии открытия Олимпиады.
Бакомбо стала первой женщиной, представлявшей ДР Конго на Олимпийских играх.
В 1987 году завоевала две золотых медали Центральноафриканских игр в Браззавиле, победив в беге на 400 метров с рекордом соревнований (56,1) и в беге на 800 метров (2.16,1).
В 1988 году вошла в состав сборной Заира на летних Олимпийских играх в Сеуле. В беге на 400 метров заняла в 1/8 финала последнее, 6-е место с результатом 57,85 и уступив 4,43 секунды попавшей в четвертьфинал с 4-го места Фабьен Фише из Франции. В беге на 800 метров заняла в четвертьфинале последнее, 8-е место с результатом 2.11,0, уступив 8,64 секунды попавшей в четвертьфинал с 3-го места Ширин Бэйли из Великобритании.
В 1992 году вошла в состав сборной Заира на летних Олимпийских играх в Барселоне. В марафонском беге заняла последнее, 37-е место при десяти не добравшихся до финиша, показав результат 3 часа 29 минут 10 секунд и уступив 56 минут 29 секунд завоевавшей золото Валентине Егоровой из Объединённой команды.

## Личные рекорды
- Бег на 400 метров — 55,82 (7 августа 1987, Найроби)[3]
- Бег на 800 метров — 2.11,00 (24 сентября 1988, Сеул)[3]
- Бег на 1500 метров — 4.54,12 (12 августа 1983, Хельсинки)[3]
- Марафон — 3:29.10 (1 августа 1992, Барселона)[3]